# Unique Priscilla
Unique Priscilla Mauretha Hadisoemartho alias Cilla (née le 21 septembre 1970) est une actrice, présentatrice et mannequin indonésienne, issue d'une grande famille de militaires indonésiens. Son premier mari Bucek Depp est également acteur. 

## Biographie
Elle est l'aînée des deux filles de Baby Maureen et de Kusbanu Hadisoemartho (1943-2010), son père était un haut gradé de l'armée indonésienne. Sa carrière de mannequin débute à l'adolescence quand elle pose pour le magazine Covergirl en 1985 et durant plusieurs années de suite tout au long de sa jeunesse.
Après des études pour devenir initialement journaliste, la chance lui sourit et son physique avantageux lui permet dès 1993 de devenir présentatrice et reporter pour les chaines de télévision indonésienne SCTV et RCTI. Mais elle délaisse par la suite ces emplois à la fin des années 1990, après avoir reçu ses premières propositions de rôles à la fois au grand et petit écran. Son premier grand rôle fut en 1996 dans le téléfilm Angin Rumput Savana du réalisateur Garin Nugroho aux côtés des actrices Renny Jayusman et Maudy Koesnadi, qui raconte l'histoire de Wulang, une pauvre jeune fille récemment diplômée de médecine à Jakarta qui doit rentrée travailler auprès de sa famille à Sumbawa. Le succès du film fut tel qu'il obtint en 1997 le prix du meilleur téléfilm au festival du film à Singapour.
Elle est devenue beaucoup moins présente dans le monde du divertissement indonésien depuis son remariage, car elle craint que sa carrière puisse nuire à la bonne harmonie de sa vie de famille,.

## Vie privée
Cilla rencontre l'acteur Bucek Depp en 1997, année même ou ce dernier divorce de la chanteuse Titi DJ. Après une longue cour, le couple s'est finalement marié le 6 janvier 2001. Le mariage a fait polémique en Indonésie en raison du fait que le pays ne reconnaît pas le mariage interreligieux selon la loi sur le mariage du 2 janvier 1974. Et pour cause étant adhérente de la religion catholique et Bucek adhérent de la religion musulmane, le couple a tenté de passer outre à la loi en célébrant une double cérémonie du mariage en accord avec leurs croyances respectives.
De cette union le couple eût une fille, Arla Ailani Muchtar (née le 24 avril 2002),. Mais le mariage ne dure pas et après plusieurs scandales d'infidélités  et d'absences répétés de Bucek au foyer,, Cilla réclame une demande de divorce au tribunal de Jakarta, le 24 mai 2007 après avoir vécu séparément pendant presque cinq mois. 
En raison de la différence de religion, la procédure de divorce fut un casse-tête pour le tribunal et pour cause lors de l'enregistrement de leur mariage au bureau de l'état-civil en 2001, il était indiqué par la signature que le couple était uni selon la croyance catholique de Cilla. Rendant ainsi encore plus compliqué la mise en œuvre des lois religieuses selon laquelle le divorce devait être prononcé. Le mariage s'est finalement terminé le 24 juillet 2007 et le tribunal a confié la garde exclusive de leur fille à Cilla.
Cilla s'est remariée en 2008, avec le directeur de la compagnie pétrolière indonésienne P.T Odira Energy Persada, Aminzar Rifky Zarkoni, dans la plus stricte intimité,. Elle donne naissance à un garçon nommé Daniel Altan Nubuane en 2009.

## Filmographie

### Cinéma
- 1998 : Kuldesak
- 2004 : Virgin
- 2005 : Mirror
- 2006 : Hantu Bangku Kosong
- 2006 : Heart
- 2007 : Love is Cinta
- 2011 : Raga 11.11.11
- 2015 : This is Cinta
- 2016 : Surga Di Telapak Kaki Ibu
- 2016 : Beauty and The Best
- 2016 : Raksasa Dari Jogja

### Téléfilms
- Angin Rumput Savana
- Positive +
- Di Batas Waktu

### Séries télévisées
- Aku, Perempuan dan Lelaki Itu
- Kafe Biru
- Anak Menteng
- Pacar Pilihan
- Permata Hati
- Bingkisan Untuk Presiden
- Angin Rumput Savana
- Mata Ketiga
- Cinta Dan Julia
- Sepanjang Jalan Kenangan
- Dunia Tanpa Koma
- Heart (série 1)
- Cinta Salsabilla
- Sherina
- Heart (série 2)
- Marmut Merah Jambu Series